# Accords d'Évian
Ne doit pas être confondu avec Conférence d'Évian (1938).
Pour les articles homonymes, voir Évian (homonymie).
Convention franco-algérienne 
(1830)
Les accords d'Évian sont le résultat de négociations entre les représentants du Gouvernement de la République française et du Gouvernement provisoire de la République algérienne (GPRA) pour mettre fin à la guerre d'Algérie. Ces accords, secrètement négociés les semaines précédentes aux Rousses,, près de la frontière suisse, sont signés le 18 mars 1962 à Évian-les-Bains et se traduisent par un cessez-le-feu applicable sur tout le territoire algérien dès le lendemain 19 mars à midi. Ils sont ratifiés, côté français, par le référendum du 8 avril 1962 organisé en France métropolitaine, donnant au gouvernement par 91 % des votes les pleins pouvoirs pour appliquer les accords, et côté algérien, par le référendum sur l'indépendance du 1er juillet 1962 acquise à 99,72 % des suffrages exprimés,.
Ces accords mettent fin officiellement à 132 années de colonisation française et à sept années et cinq mois de guerre, ayant opposé environ 130 000 combattants algériens à 400 000 combattants français et ayant causé la mort d'un million et demi d'Algériens selon l'État algérien et entre 250 000  à   400 000 Algériens selon l'État français ; et la mort de 28 500 soldats français, 30 000  à   90 000 harkis, 4 000  à   6 000 civils européens (ainsi qu'environ 65 000 blessés).
La signature des accords d'Évian, que l'historien Guy Pervillé désigne comme une « utopie juridique », marque le début du processus de sortie de guerre. Ces accords donnent le signal d'arrêt des hostilités entre les autorités officielles des deux pays (Ve République française et gouvernement provisoire algérien), mais, dans « le no man's land chronologique de la transition, entre le cessez-le-feu et le référendum », on assiste au départ massif des Français d'Algérie et à la poursuite des violences pendant plusieurs mois sur le terrain par d'autres acteurs : principalement l'OAS,, qui voulait saboter les accords ou pratiquer la politique de la terre brûlée « pour rendre l'Algérie à son état de 1830 », mais aussi certains groupes armés algériens (issus du banditisme ou bien de l'ALN, notamment les « marsiens ») contre une partie des pieds-noirs et des harkis, en réaction à l'OAS (réactions qui dépassent « par leur ampleur le stade des représailles »). 

## Dénomination

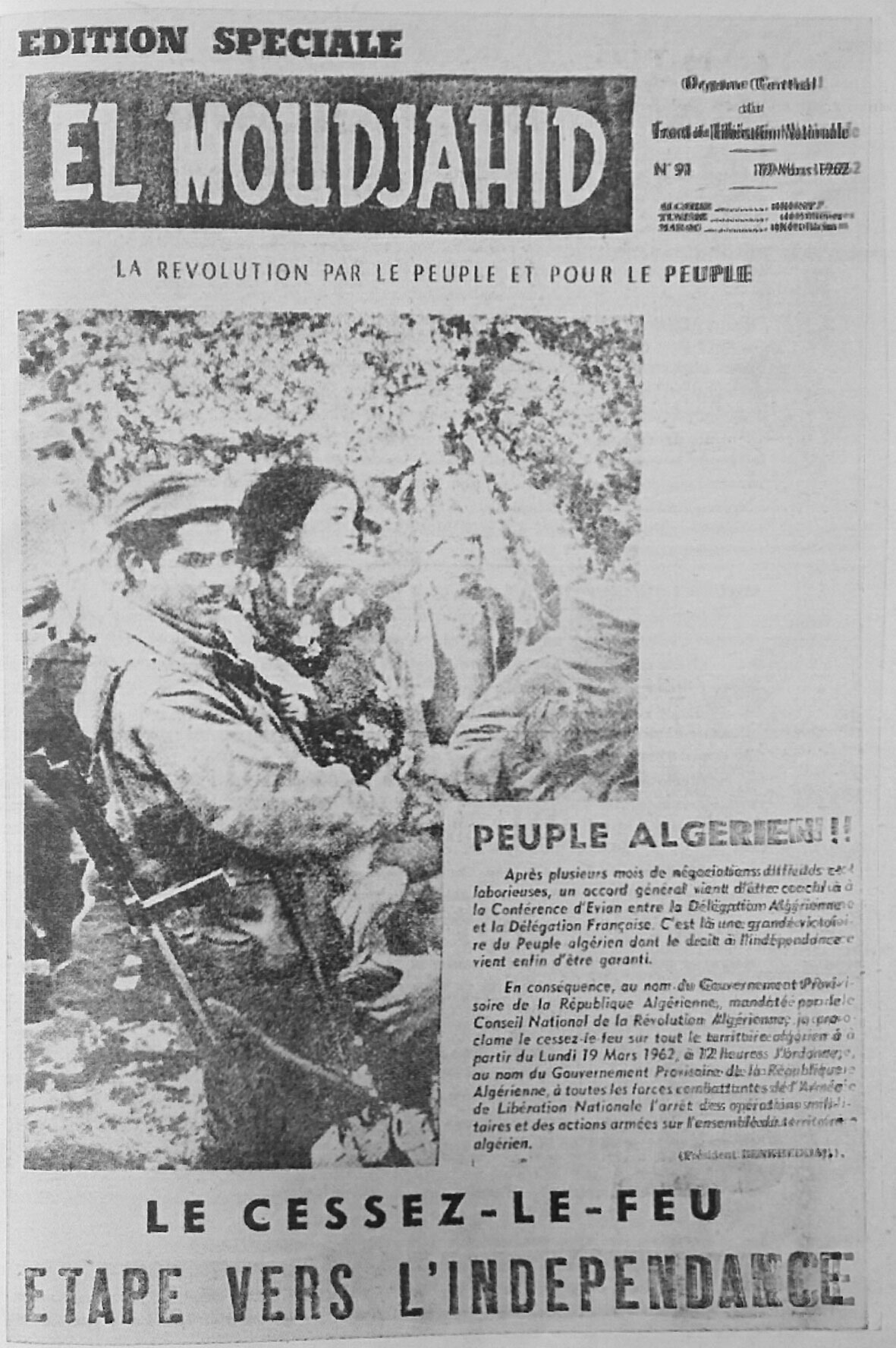
El Moudjahid no 91 du 19 mars 1962 : « Cessez-le-feu - Étape vers l'indépendance ».

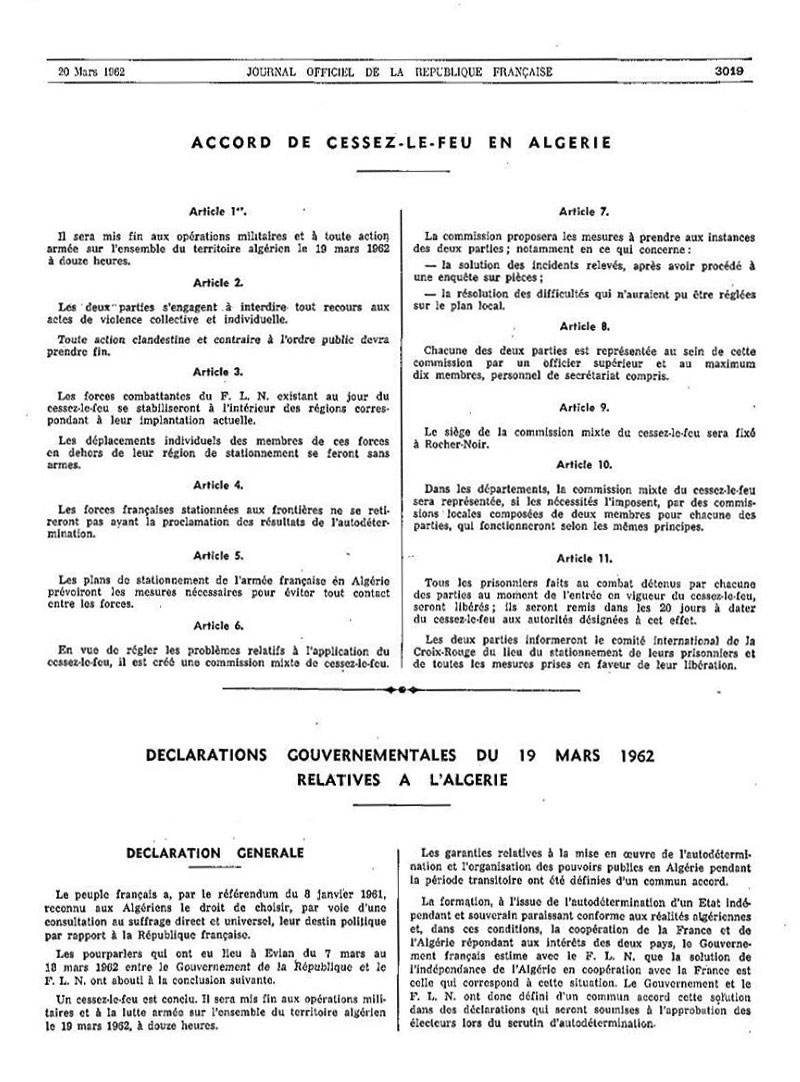
Journal officiel de la République française du 20 mars 1962 : « Déclarations gouvernementales du 19 mars 1962 relatives à l'Algérie ».

Les accords d’Évian ont été publiés du côté algérien dans le journal El Moudjahid du 19 mars 1962, date du cessez-le feu, et du côté français au Journal officiel du 20 mars 1962 sous le titre : Déclarations gouvernementales du 19 mars 1962 relatives à l'Algérie.

## Contexte historique
Pour des articles plus généraux, voir Politique de « grandeur » du général de Gaulle (1958-1969) et De 1945 à nos jours : la décolonisation.
Au déclenchement de la guerre d'indépendance, le 1er novembre 1954, les revendications algériennes exigeaient du gouvernement français l'ouverture de négociations entre les deux parties, sans conditions préalables, en vue de l'indépendance de l'Algérie. La réponse de François Mitterrand, à l'époque ministre de l'Intérieur, fut résumée ainsi par la presse : « La seule négociation, c'est la guerre ! »,.
Pourtant la position française s'infléchit et les premiers contacts entre les représentants du FLN et le gouvernement français (comme révélé par le FLN à l'ONU) datent de 1956, mais ils furent coupés par la suite du détournement de l'avion marocain transportant cinq dirigeants de la Révolution algérienne,,, le 22 octobre 1956.
Les contacts finirent cependant par reprendre : fin 1956, en juillet et août 1957, au printemps 1958, mais une fois de plus ils furent coupés avec la chute de la Quatrième République et le retour de Charles de Gaulle au pouvoir.
Pour plusieurs raisons (en particulier l'internationalisation de la question algérienne), de Gaulle dut fléchir par petites étapes sa politique. Arrivé au pouvoir pour sauver « l'Algérie française », il commence par admettre le 16 septembre 1959 le principe de l'autodétermination pour l'Algérie ; le 14 juin 1960, il parle de « l'Algérie algérienne » tout en démarrant (du 25 au 29 juin 1960) des pourparlers avec le FLN à Melun qui sont finalement un échec ; et c'est « la République algérienne » qu'il évoque le 4 novembre 1960, tout en reconnaissant le FLN comme interlocuteur valable.
Le 8 janvier 1961 a lieu en France et en Algérie le référendum sur le principe de l'autodétermination de l'Algérie. Dès le lendemain, la France renoue contact avec le FLN, par l'intermédiaire du diplomate suisse Olivier Long et du représentant algérien à Rome, Tayeb Boulahrouf.
Le 31 mars 1961, le maire d'Évian-les-Bains Camille Blanc, est assassiné dans un double attentat perpétré par l'OAS, pour avoir accepté d'accueillir les négociations dans sa ville. 
Deux rencontres entre les négociateurs français et algériens eurent lieu en 1961 d'abord à Évian (20 mai-13 juin) puis à Lugrin (20 au 28 juillet). Prévues au départ le 7 avril 1961, elles ne commencent que le 20 mai 1961, après un report à la demande des Algériens ; le président de leur délégation Krim Belkacem venant de subir une importante intervention chirurgicale. Le président de la délégation française est Louis Joxe et le vice-président, Roland Cadet. Pour les accords d'Évian le 18 mars 1962 Roland Cadet ne fait plus partie de la délégation française.

## Négociateurs
| Délégation algérienne - Krim Belkacem - Saâd Dahlab - Benmostefa Benaouda - Lakhdar Bentobal - Taïeb Boulahrouf - Mohamed Seddik Benyahia - Seghir Mostefaï - Redha Malek - M'Hamed Yazid - Ahmed Boumendjel - Ahmed Francis | Délégation française - Louis Joxe - Bernard Tricot - Bruno de Leusse - Yves Roland-Billecart - Claude Chayet - Vincent Labouret - Jean Simon - Hubert de Seguins Pazzis - Robert Buron - Jean de Broglie |

## Déroulement des négociations
Le choix de la ville d'Evian n'est pas fortuit. La localité est frontalière de la Suisse, où la délégation du GPRA est installée dans une villa à Bois-d'Avault, près de Genève. La délégation est venue en Suisse, depuis Tunis, par un vol spécial de Swissair. La protection de la délégation est assurée par l'armée suisse. Les membres de la délégation du GPRA sont transportés à Evian par des hélicoptères de l'armée suisse.
Le 18 mars 1962, la signature a lieu à l'Hôtel du Parc.

## Enjeux de la négociation
- Accord de cessez-le-feu.
- Organisation d'un référendum d'autodétermination.
- Le statut de la minorité européenne d'Algérie.
- Le cas du Sahara.
- Les essais nucléaires français et les bases militaires (Mers el-Kébir…).

## Principales dispositions
Le texte des accords d’Évian comprend l'accord de cessez-le-feu entre les deux parties ainsi que des clauses politiques et militaires.

### Accord de cessez-le-feu
L'accord de cessez-le-feu, dont l'application est fixée au lendemain 19 mars 1962 à midi, prévoit :
- la fin des hostilités entre les forces algériennes et françaises ;
- les membres des forces algériennes doivent garder leurs positions d'implantation, mais peuvent se déplacer librement sans armes. Les forces françaises peuvent se déplacer librement et sont chargées de la surveillance des frontières ;
- la libération des prisonniers dans un délai de vingt jours et une mesure d'amnistie générale ;
- la mise en place d'une commission mixte dans chaque département pour régler les incidents.

### Clauses politiques
Les clauses politiques comprennent :
- l'organisation d'un référendum d'autodétermination dans un délai minimum de trois mois et maximum de six mois ;
- la mise en place de l'Exécutif provisoire présidé par Abderrahmane Farès et d'un Haut-Commissaire représentant l'État français durant la période de transition jusqu'au référendum d'autodétermination ;
- des dispositions générales garantissant l'amnistie et la protection contre toute discrimination en raison des actes commis à l'occasion de la guerre d'Algérie avant le cessez-le-feu (19 mars), et en raison des opinions émises avant le référendum d'autodétermination (1er juillet) ;
- des garanties prévues pour les personnes conservant le statut civil de droit français.

### Clauses militaires
Dans l'hypothèse où, à la suite du référendum, la solution de l'indépendance serait retenue :
- la réduction des forces militaires françaises présentes en Algérie à 80 000 hommes dans un délai d'un an après l'indépendance et retrait total dans un délai de trois ans ;
- concession pour quinze ans (renouvelables) de la base de Mers-el-Kebir ;
- l'autorisation d'utiliser pendant cinq ans les installations d'In Ecker (Centre d'expérimentations militaires des oasis), de Reggane (Centre saharien d'expérimentations militaires), de Colomb-Béchar (Centre interarmées d'essais d'engins spéciaux), de Hammaguir (base de lancement de fusées[22]), ainsi que des aéroports.

### Organisation et publication du texte
Le texte original se présente en 93 feuillets, qui ont été signés sur le dernier feuillet par Louis Joxe, Robert Buron et Jean de Broglie, et par Krim Belkacem qui a également tenu à parapher les 92 feuillets précédents, ce qui a obligé Louis Joxe à faire la même chose. 
Il est précédé par un préambule : « CONCLUSION DES POURPARLERS D’ÉVIAN.
Des pourparlers entre les représentants du Gouvernement de la République et les représentants du Front de libération nationale se sont déroulés à Évian du 7 au 17 mars 1962.
Au terme de ces pourparlers, les représentants du Gouvernement de la République et les représentants du Front de libération nationale s’étant mis d’accord sur les garanties de l’autodétermination et l’organisation des pouvoirs publics en Algérie pendant la période transitoire, ont conclu un accord de cessez-le-feu.
Les représentants du Gouvernement de la République et les représentants du Front de libération nationale ont établi d’un commun accord des déclarations qui définissent la solution d’indépendance de l’Algérie et de coopération avec la France, déclarations qui seront soumises à l’approbation des électeurs lors de la consultation d’autodétermination.
En conséquence, les documents suivants ont été établis ».
Le texte publié côté français au Journal officiel du 20 mars 1962 ne comporte pas le préambule, et ne présente pas telle quelle la première partie. Il présente séparément l'accord de cessez-le-feu (I c), puis la déclaration générale (III), puis les garanties (Ia, b et d) également publiées par décret et les déclarations de principe (II). Le GPRA fait quant à lui publier par El Moudjahid la seule déclaration des garanties précédée d'une introduction différant légèrement de la version française : « Cette déclaration générale constitue le résumé et le préambule des textes détaillés des accords, contresignés respectivement par MM. Belkacem Krim et Louis Joxe à Évian, le 18 mars 1962. Les pourparlers qui ont eu lieu à Évian du 7 au 18 mars 1962 entre le Gouvernement de la République Française et le Gouvernement Provisoire de la République Algérienne ont abouti à la conclusion suivante […] ». Alors que le texte publié au JORF porte : « Le peuple français a, par le référendum du 8 janvier 1961, reconnu aux Algériens le droit de choisir, par voie d’une consultation au suffrage direct et universel, leur destin politique par rapport à la République française. Les pourparlers qui ont eu lieu à Évian du 7 mars au 18 mars 1962 entre le gouvernement de la République et le FLN ont abouti à la conclusion suivante […] ».

## Application et début d'une période de violence accrue
Si les accords d’Évian pour l'historien Benjamin Stora « mettent fin à la guerre d'Algérie » ou pour l'historienne Sylvie Thénault sont « le point de départ d'un processus de sortie de guerre », ils n'empêchent pas la poursuite des violences (fusillade de la rue d'Isly du 26 mars 1962, massacre d'Oran du 5 juillet 1962), tant à l'initiative de l'OAS (blocus de Bab El Oued, attentat du 2 mai 1962 au port d'Alger) que de certains groupes armés algériens tels les « marsiens » dont Sylvie Thénault précise que « toutes les exactions ne leur étaient pas imputables », les autres étant le fait d'hommes de l'ALN car « le GPRA ne contrôlait pas l'ALN intérieure ». Ainsi pour Sylvie Thénault, la période qui succède aux accords d’Évian est un temps où « l'Algérie plongea dans une violence extrême ».
Désignés par l'historien Guy Pervillé comme une « utopie juridique », les accords d’Évian sur le terrain, loin d'apporter aux populations la paix attendue, inaugurent une période de violence redoublée et de massacres des harkis,.
Le 19 mars 1962 à 12 h, l'application des accords signés la veille à Évian entre le Gouvernement français et le Gouvernement provisoire de la République algérienne prend effet. Il est mis fin, indépendamment de la poursuite des essais nucléaires au Sahara, aux opérations militaires et à toute action armée sur l'ensemble du territoire algérien. C'est la fin officielle de plus de sept années et cinq mois de guerre en Algérie.
En Algérie même, les conditions de la sécurité des populations sont loin d'être assurées en dépit de la présence d'une force locale qui avait été prévue pour maintenir l'ordre après le cessez-le-feu. Les mesures du haut-commissaire de la République Christian Fouchet, notamment celles destinées à combattre l'OAS en lui ôtant une partie de ses adhérents parmi lesquels les jeunes européens, n'ont pas vraiment été efficaces comme le montre Soraya Laribi. Les appels au calme et les actions de l'Exécutif provisoiredirigé par Abderrahmane Farès, ne le furent guère plus.
De plus, l'ALN dans les campagnes et le FLN dans les villes profitent des accords pour reconstituer leurs forces armées pour les déployer sur le terrain à la place des forces françaises. Une période d'incertitude s'installe pendant laquelle l'ancien pouvoir tarde à être remplacé par le nouveau, comme a connu la France en 1815 sous la Terreur blanche ou en 1944 à la Libération. « Le meurtre est alors, pour certains, la meilleure preuve d'allégeance au nouveau pouvoir ». À partir du 17 avril 1962, une campagne d'enlèvements contre des Français supposés proches de l'OAS est lancée, nourrie par le banditisme, urbain ou rural. Les massacres contre d'anciens harkis suivent presque immédiatement les accords. Loin de régler le problème algérien, les accords et l'inaction voulue des forces françaises en Algérie eurent pour conséquence une période de violence meurtrière qui perdura de longs mois pour les harkis. L'historien spécialiste de la guerre d'Algérie Guy Pervillé, conclut ainsi : « Les accords d’Évian, voulus par le gouvernement français comme la « solution du bon sens », se révélèrent donc une utopie, qui échoua à ramener une vraie paix en Algérie ».
Le sentiment de ne plus être protégé par l’Armée française et l'insécurité latente, caractérisée par des enlèvements, des assassinats, des attentats et des exécutions sommaires, à laquelle sont confrontés les Européens d'Algérie conduisent entre avril et août 1962 à un « exode brutal et désordonné ». Certaines rumeurs, à l'instar de celle de la « traite des Blanches », ont pu accélérer le processus.   
Débutant dès mars 1962, les massacres de harkis connaissent une forte augmentation entre le 5 juillet 1962 et octobre de la même année. Le nombre de harkis tués après le cessez-le-feu, victimes de représailles, est estimé selon les sources entre 10 000 et 80 000, les chiffres les plus fréquemment avancés par les historiens se situant entre 50 000  et   70 000 morts.

## Analyses des accords d’Évian
La signature des accords d’Évian a permis au FLN d'imposer à la France l'essentiel des exigences contenues dans sa déclaration du 1er novembre 1954.
Selon Guy Pervillé, les responsabilités de l'échec des accords d’Évian concernant le non-respect du cessez-le-feu et la coopération algéro-française sont partagées entre les différents acteurs.
La responsabilité du gouvernement français est importante. Le fait de n'inclure aucune garantie réelle dans le texte des accords dans le cas où les engagements ne seraient pas respectés par le FLN montre au mieux de la naïveté ou un abandon cynique des populations concernées, les intérêts économiques (bases navales, gisements pétroliers…) semblant primer les considérations humaines[Information douteuse].
Selon Pervillé, accepter de négocier l'avenir de l'Algérie avec le FLN comme seul interlocuteur, en rejetant l'Organisation armée secrète (OAS) qui faisait partie, comme le FLN, des données de la question algérienne, ne pouvait qu'aider l'OAS à se présenter comme le seul défenseur des Français d'Algérie. Par cette exclusion, le gouvernement français entraînait logiquement le refus du cessez-le-feu de l'OAS, prétexte commode au non-respect des accords du côté algérien.
Pervillé n'épargne pas le FLN dont une partie de l'organisation n'a jamais reconnu les accords, les qualifiant de « plate-forme colonialiste ». Il considère que le FLN est également responsable du non-respect du cessez-le-feu, comme le montre le nombre de militaires français tués, blessés ou enlevés après le 18 mars 1962 et que le FLN n'a à aucun moment condamné les meurtres et enlèvements d'Européens durant les mois qui suivent les accords, sans compter les massacres perpétrés contre les harkis.

## Commémoration et propositions de loi ultérieures
Certaines organisations d'anciens combattants de la guerre d'Algérie, dont la FNACA, la plus importante par le nombre d'adhérents (370 000 adhérents), considèrent que le cessez-le-feu entre l'armée française et l'ALN, prévu par les accords d’Évian, proclamé le 19 mars, marque la fin de la guerre d'Algérie. Elles la commémorent à cette date. Elles contestent la date du 5 décembre décidée par le gouvernement pour cette commémoration.
En revanche, certaines associations de pieds-noirs, de harkis ou d'anciens combattants de l'armée française en Afrique du Nord récusent la date du 19 mars en estimant qu'elle ne correspond nullement à la fin de la guerre d'Algérie. François Mitterrand, lors d'une conférence de presse en 1981, avait déclaré que la date du 19 mars ne pouvait pas être retenue pour se souvenir des victimes de la guerre d'Algérie. Certains historiens, considérant l'aspect de double guerre civile que la guerre d'Algérie a également revêtu, en situent la fin en août pour ce qui concerne la France, et le 9 septembre 1962 pour l'Algérie.
L'Algérie ne célèbre pas les accords d'Évian, mais le jour de l'indépendance lors de la Fête de l'Indépendance et de la Jeunesse chaque 5 juillet.

### Journée nationale en France
En France, une proposition de loi visant à instaurer la date du 19 mars — proclamation bilatérale de cessez-le feu — comme « journée nationale du souvenir et du recueillement à la mémoire des victimes civiles et militaires de la guerre d'Algérie et des combats du Maroc et de Tunisie » fut adoptée par l'Assemblée nationale le 22 janvier 2002 puis par le Sénat le 8 novembre 2012. Le 29 novembre 2012, le Conseil constitutionnel déclara cette loi conforme à la Constitution. Elle n'annule pas la journée du 5 décembre mais peut poser problème car elle oublie les victimes d'après[réf. nécessaire]. En effet, une loi adoptée par le Parlement le 1er décembre 1999 ne modifie pas la date du 2 juillet qui était en vigueur depuis 1974 et désignait la fin du maintien de l'ordre (et non la fin des combats) en Algérie.